# Molenberg (Heerlen)
De Molenberg is een wijk in de stad Heerlen. De wijk werd tussen 1913 en 1938 op de gelijknamige heuvel gebouwd volgens een planologisch ontwerp van Jan Stuyt, die ook een groot gedeelte van de gebouwen ontwierp. De heuvel is onderdeel van het Plateau van Schaesberg en de wijk ligt op Heerlerbaan na hoger dan de rest van Heerlen.
De wijk kwam tot stand met ondersteuning door de in 1911 opgerichte R.K. Vereniging "Ons Limburg", een koepelorganisatie voor bestaande en nog op te richten woningbouwverenigingen die zich ten doel stelde om kwalitatieve woningen te bouwen in wijken waarin mensen van verschillende beroepen zouden samenleven. Ondanks de oorspronkelijke bedoelingen werd de wijk vooral door personeel van de mijnen bewoond; voor het hogere personeel werd een aparte villabuurt gebouwd. Stuyt ontwierp de wijk op basis van een eerder geannuleerd plan voor het domein van Jansgeleen, volgens het idee van het tuindorp. In 1916 werd met de aanleg van de Molenberg begonnen. De wijk kwam in drie stadia tot stand. In 1938 kwamen de laatste woningen gereed in de vooroorlogse buurt, die ook wel de Stuytwijk wordt genoemd.
In 1919 werd de parochie Verschijning van de Onbevlekte Maagd opgericht. Deze maakte aanvankelijk gebruik van een noodkerk. In 1926 werd de huidige neoromaanse Onze-Lieve-Vrouw van Lourdeskerk gebouwd, ontworpen door Caspar Franssen en diens zoon Joseph Franssen. Op de Molenberg werd in 1932 het Monseigneur Laurentius Schrijnenhuis gebouwd, een hoogtepunt in het oeuvre van architect Frits Peutz (tevens architect van het Glaspaleis).
In de jaren 1950 is op de Molenberg een uitbreidingswijkje gerealiseerd, de Witte Wijk, zo genoemd vanwege de witgeschilderde woningen. De Witte Wijk was een ontwerp van de architecten-stedenbouwers Jos Klijnen en H.F.J. Stoks. In de wijk werden woningen gebouwd volgens het door architect Frans Welschen ontwikkelde systeem. De woningen zijn eenvoudig van opzet, maar toch met de nodige esthetische accenten. Beide buurten zijn tussen 2004 en 2006 gerenoveerd.
Een deel van de Molenberg is een beschermd stadsgezicht: het rijksbeschermd gezicht Molenberg. Aan de voet van de Molenberg ligt aan de Caumerbeek de Oliemolen.

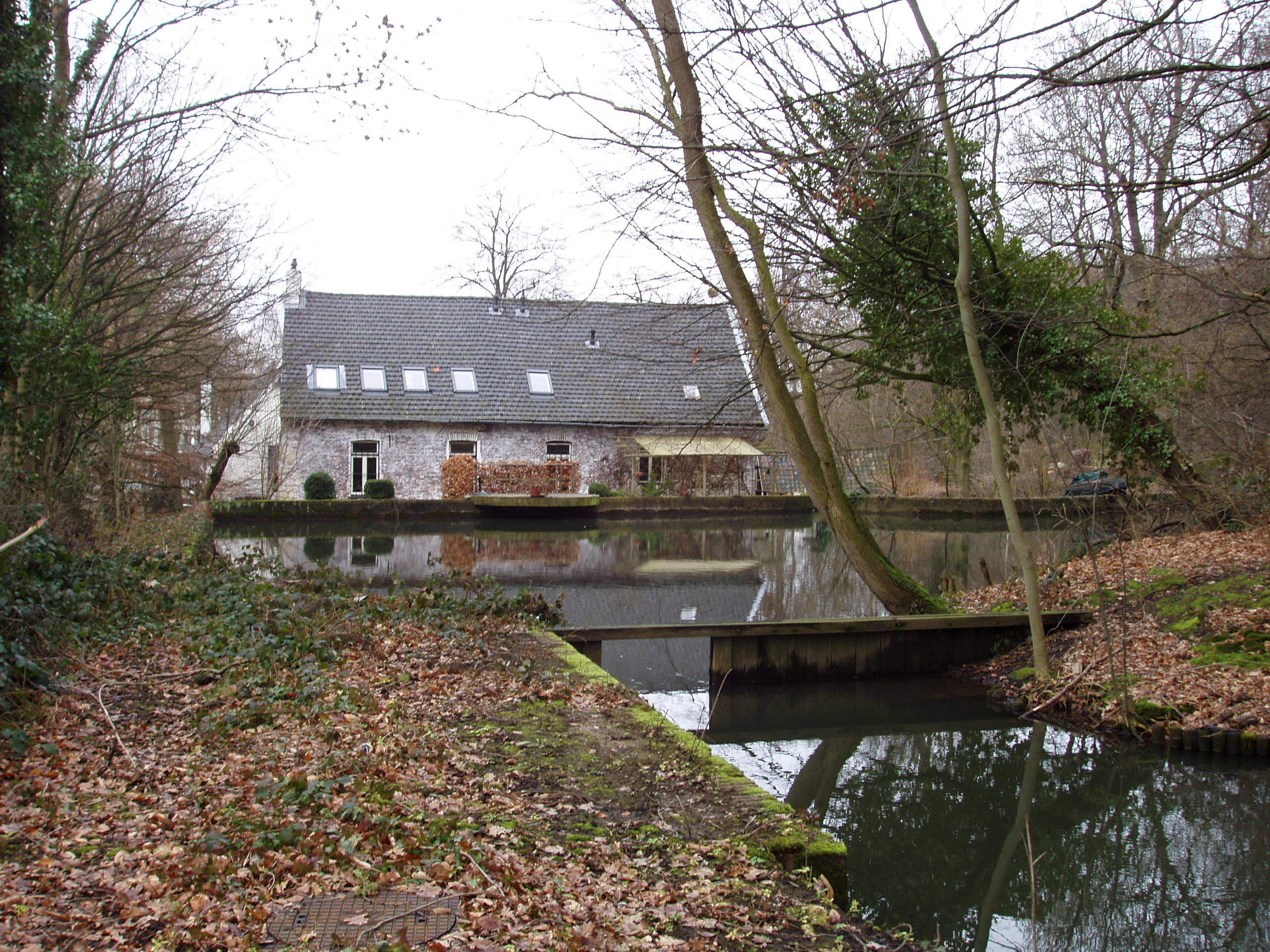
Oliemolen
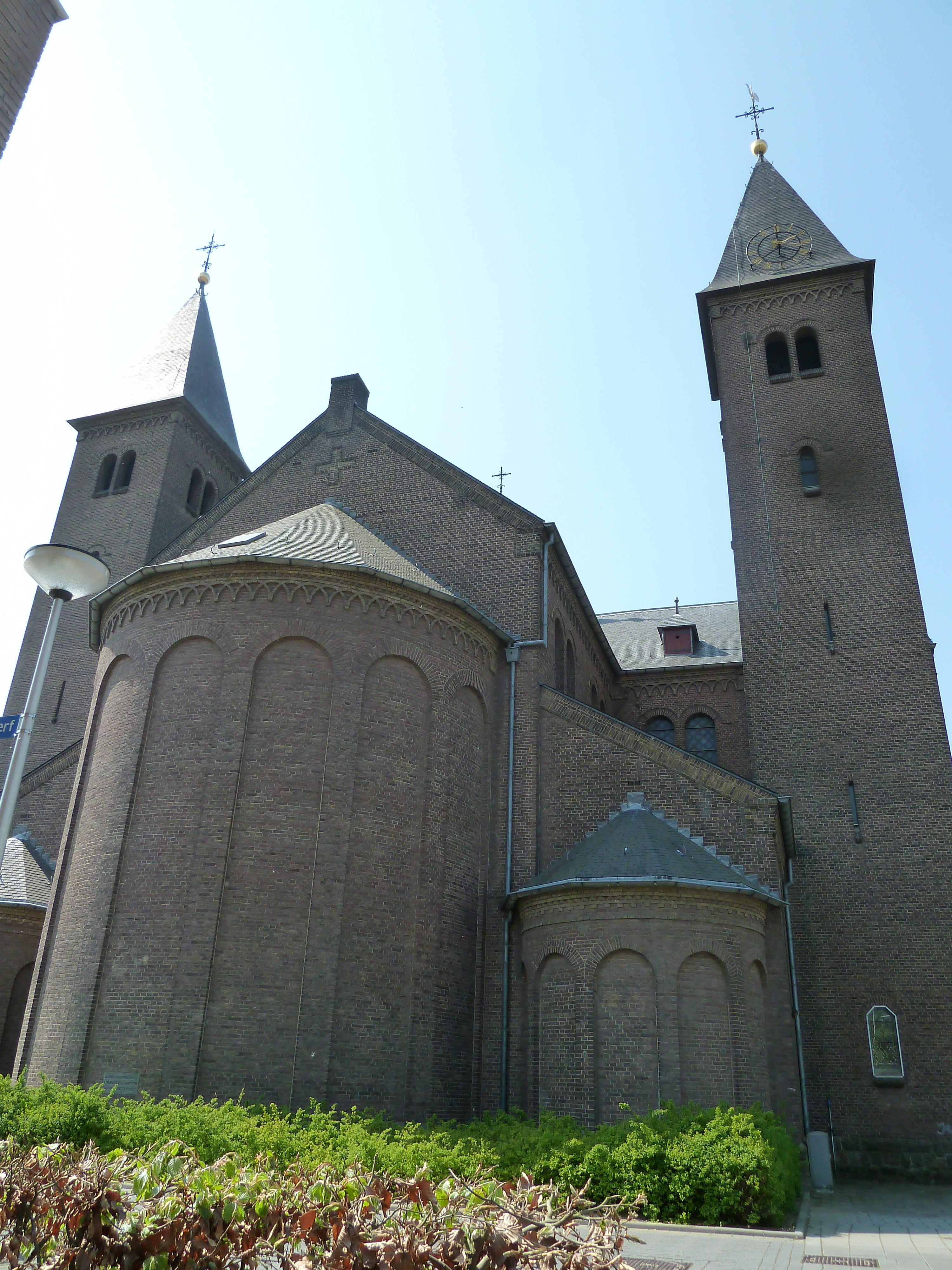
OLV van Lourdeskerk
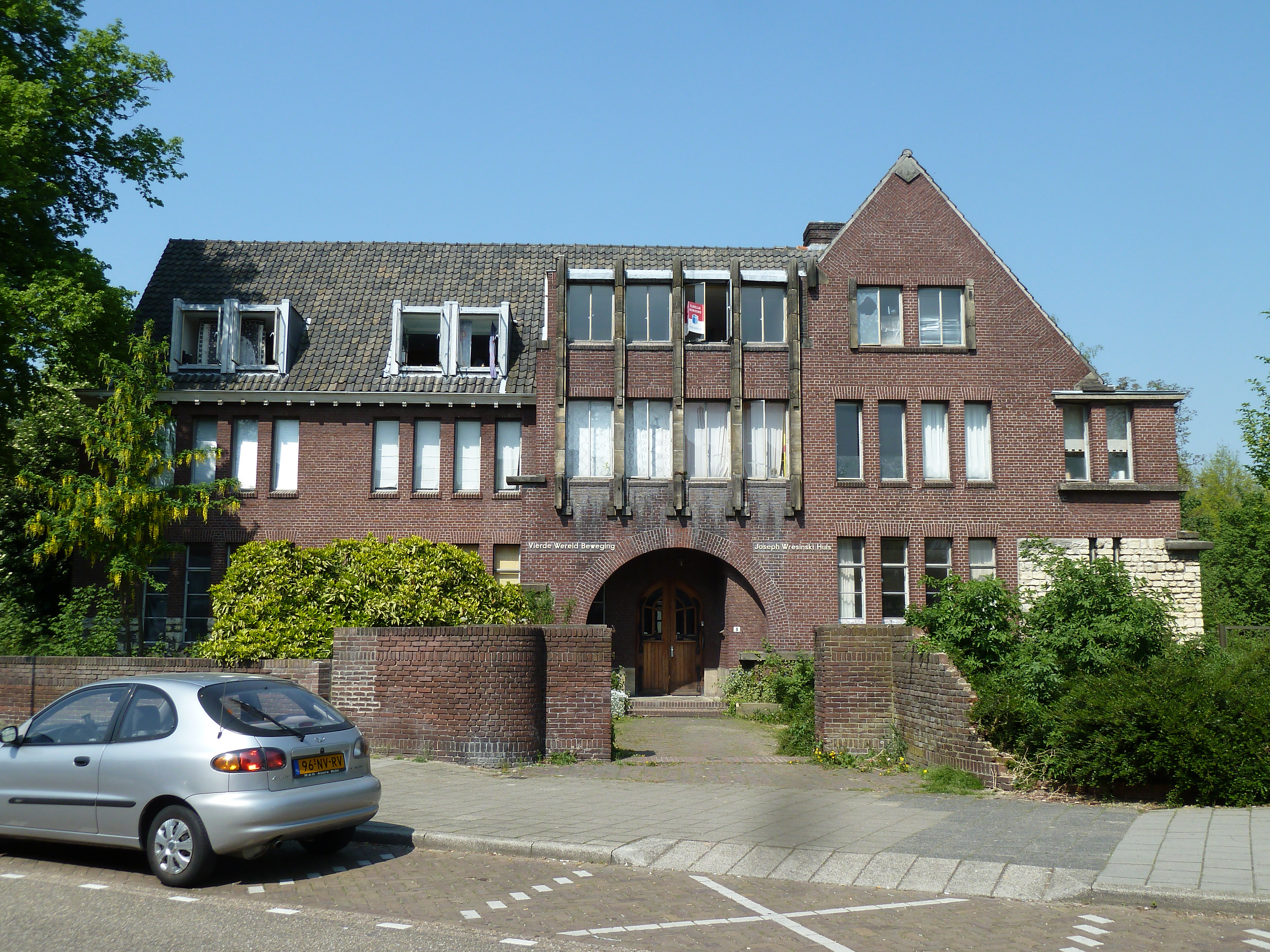
Broederschool, Kerkraderweg
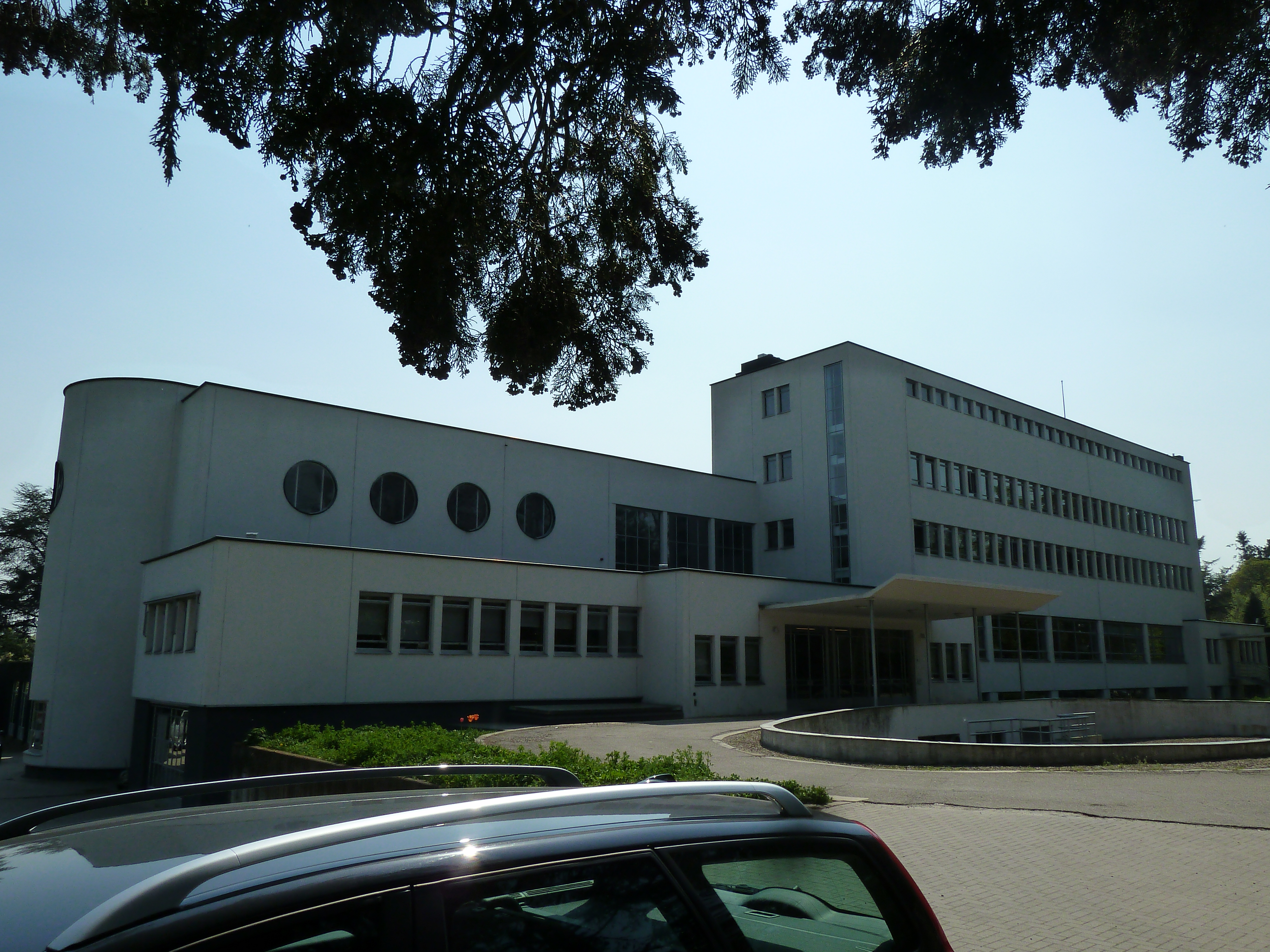
Retraitehuis
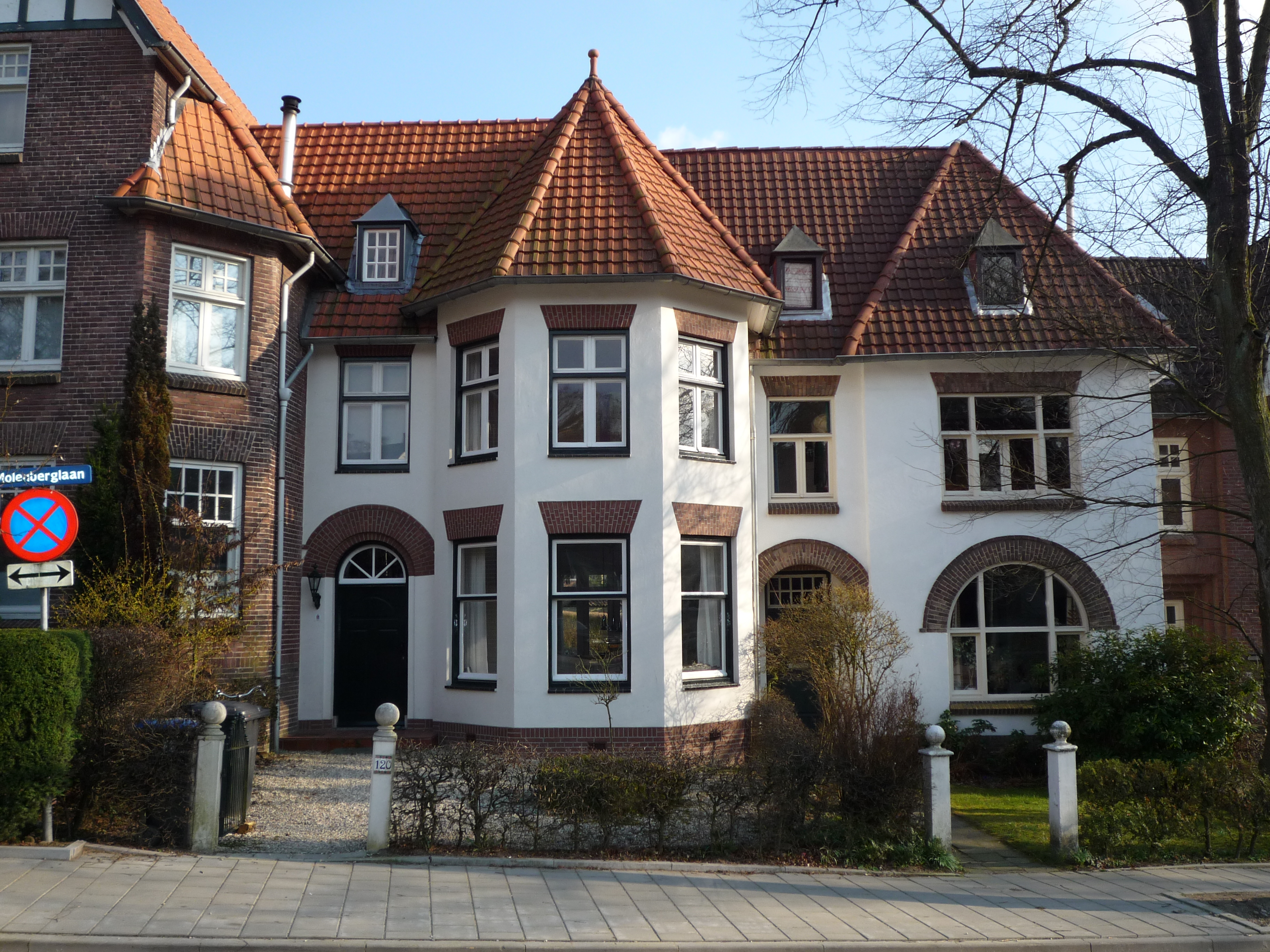
Molenberglaan
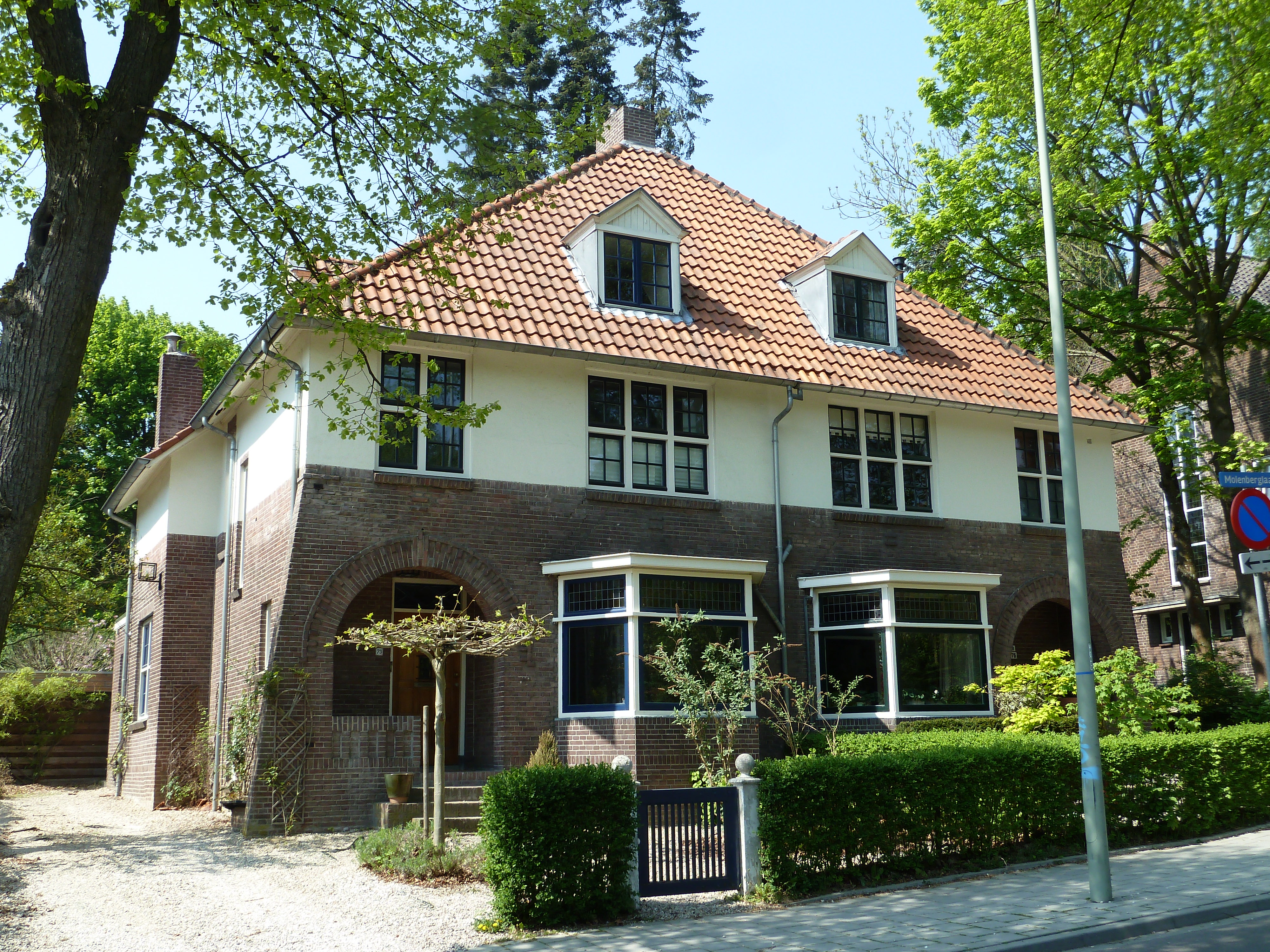
Molenberglaan
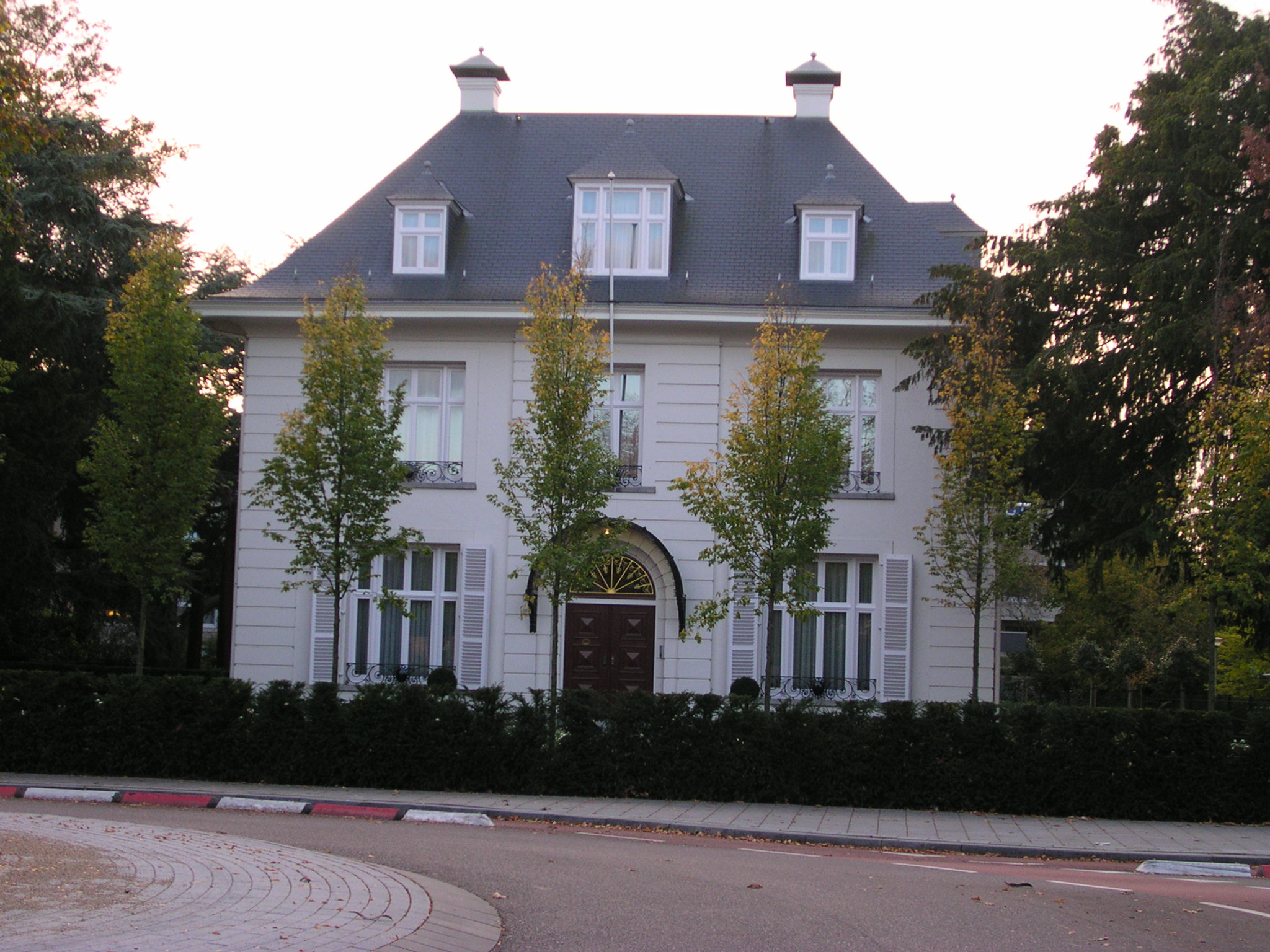
Molenberg villa
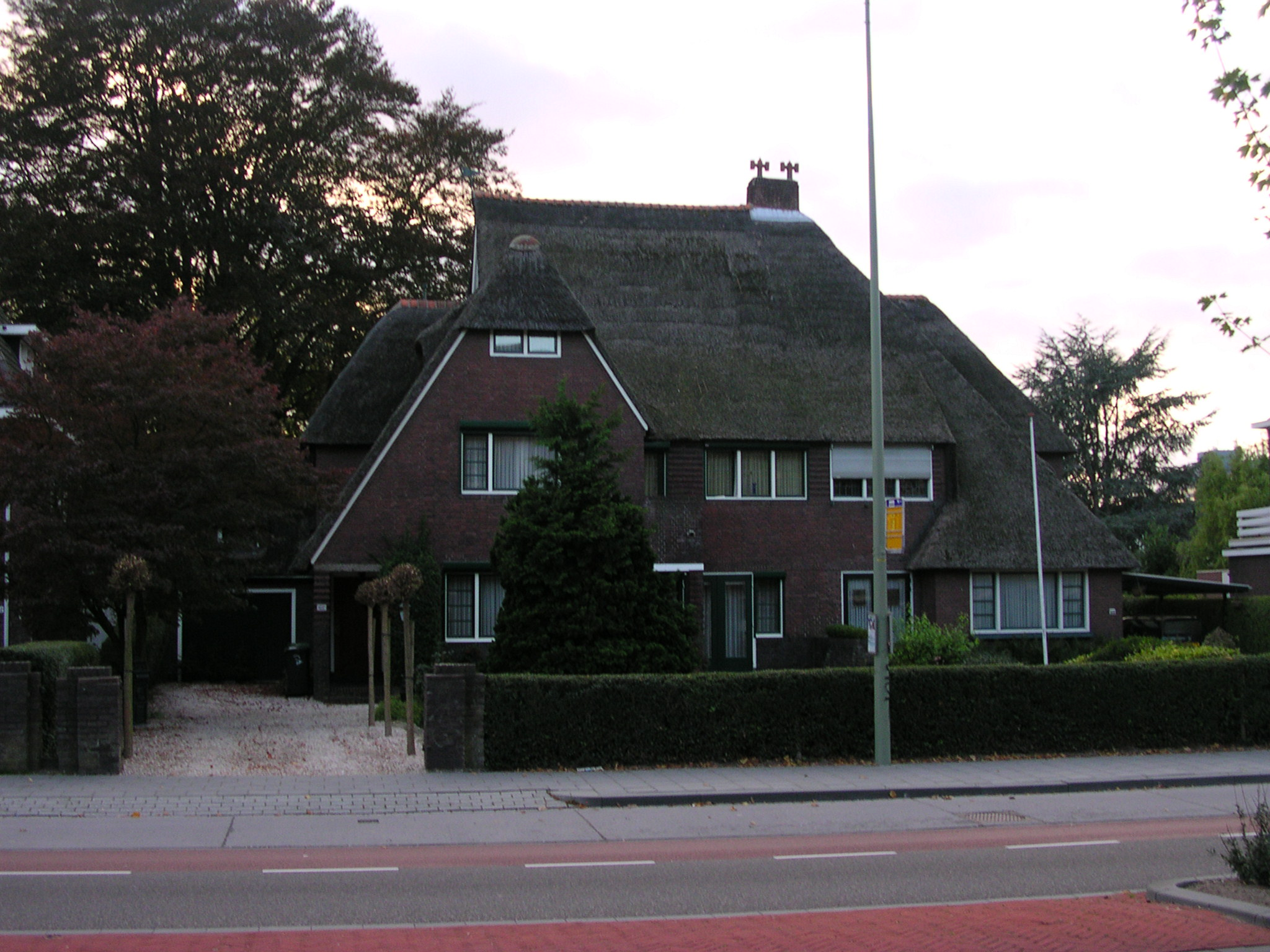
Molenberg villa